# Shopian (stad)
Shopian of Shupiyan is een stad en “notified area” in het Indiase unieterritorium Jammu en Kasjmir. Het is de hoofdplaats van het gelijknamige district Shopian.

## Demografie
Volgens de Indiase volkstelling van 2001 wonen er 12.396 mensen in Shopian, waarvan 51% mannelijk en 49% vrouwelijk is. De plaats heeft een alfabetiseringsgraad van 59%.